# Chiến dịch Gió lốc
Chiến dịch Gió lốc (tiếng Anh: Operation Frequent Wind) là chiến dịch do Thủy quân lục chiến Hoa Kỳ thực hiện nhằm di tản bằng trực thăng người Mỹ và các quan chức, tướng lĩnh Việt Nam Cộng hòa ra khỏi Sài Gòn, miền Nam Việt Nam, từ 29 đến 30 tháng 4 năm 1975, những ngày cuối cùng của chiến tranh Việt Nam. Hơn 7.000 người đã di tản bằng trực thăng từ nhiều điểm ở Sài Gòn.

## Bối cảnh
Ngày 28/4/1975 phi trường Tân Sơn Nhất bị pháo kích và bị thả bom thiệt hại nặng phải đóng cửa. 8 ngày trước đó máy bay Hoa Kỳ đã di tản được 50.493 người Mỹ và người Việt (trong đó có 2.678 trẻ mồ côi Việt Nam trong Chiến dịch Babylift) được di tản từ Tân Sơn Nhất. Các phi công đã bay tổng cộng 1.054 giờ và 682 chuyến bay trong suốt chiến dịch. Trong ngày đó một chiếc máy bay Hoa Kỳ C-130 trên đường băng bị trúng hỏa tiễn bốc cháy. Chẳng bao lâu sau đó, 2 lính thủy quân lục chiến Mỹ canh gác ở cạnh đó bị pháo kích chết. Trong cuộc họp khẩn sau đó với tổng thống Hoa Kỳ Ford, hội đồng an ninh quốc gia đã quyết định cho bắt đầu chiến dịch di tản bằng trực thăng. Đây là chiến dịch cuối cùng của quân đội Hoa Kỳ trong chiến tranh Việt Nam.

## Tiến hành
Cuộc di tản bằng trực thăng diễn ra chủ yếu tại Khu phức hợp Văn phòng Tham tán quân sự, bắt đầu từ 14h chiều ngày 29/4 và kết thúc vào tối cùng ngày, chỉ một số ít trực thăng bị hư hại nhẹ do vũ khí bộ binh (những binh lính VNCH không được đưa đi đã tức giận xả súng vào trực thăng). Đại sứ quán Hoa Kỳ tại Sài Gòn ban đầu chỉ được coi là điểm sơ tán dự phòng dành cho các nhân viên Đại sứ quán, nhưng rồi nó cũng bị vỡ trận trước làn sóng người sơ tán ùa vào tìm lối thoát. Cuộc di tản Đại sứ quán hoàn thành vào lúc 7h53 phút sáng ngày 30/4 (chỉ vài giờ trước khi Quân giải phóng tràn vào Sài Gòn). Ấy vậy, một số người Mỹ chọn ở lại hoặc bị bỏ lại phía sau. Và ước tính có khoảng 400 người nước ngoài thuộc các nước thứ 3 bị bỏ lại tại Đại sứ quán.
Hàng chục ngàn người đã tự di tản bằng đường thủy hoặc đường không. Với sự sụp đổ của Việt Nam Cộng Hòa, rất nhiều tàu thủy, trực thăng của Không lực Việt Nam Cộng hòa cùng 1 số máy bay cánh bằng khác đã thẳng hướng tiến về phía hạm đội sơ tán Mỹ. Dần dần, số trực thăng càng ngày càng chiếm diện tích boong tàu, để rồi, 1 số đã bị đẩy xuống biển để nhường chỗ cho các máy bay khác hạ cánh. Phi công của 1 số trực thăng khác được chỉ dẫn hạ cánh thẳng xuống mặt biển, sau đó sẽ được đội cứu hộ vớt lên.
Chiến dịch Gió lốc đã sơ tán tổng cộng 1.373 người Mỹ và 5.595 người Việt Nam hay thuộc các nước thứ 3 bằng trực thăng. Tổng số người Việt Nam, tính cả những người được di tản bằng trực thăng và tự di tản để xin tị nạn tại Hoa Kỳ, là 138.869.
Chiến dịch này cũng được coi là Chiến dịch chiến đấu đầu tiên của tiêm kích "Mèo đực" F-14 Tomcat.

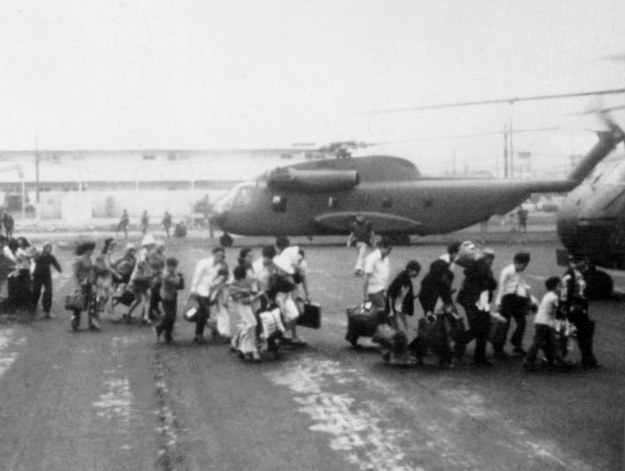
Người tản cư lên trực thăng Mỹ tại phi trường Tân Sơn Nhất 29/4/1975